# Francesca Parlangeli
Francesca Parlangeli (Torino, 23 febbraio 1990) è una pallavolista italiana, libero della UYBA.

## Carriera

### Club
La carriera di Francesca Parlangeli comincia nella stagione 2008-09 nella Villar Perosa, in Serie B2, a cui resta legata per due annate. Nella stagione 2010-11 approda alla Lilliput, in Serie B1: con la squadra di Settimo Torinese, al termine del campionato 2014-15, conquista la promozione in Serie A2, categoria dove esordisce nella stagione 2015-16, vestendo la stessa maglia.
Nella stagione 2017-18 viene ingaggiata dalla Millenium Brescia, sempre in Serie A2, con cui, al termine del campionato, ottiene la promozione in Serie A1: esordisce nella massima divisione italiana, con la stessa squadra, nell'annata 2018-19.
Al termine del campionato 2020-21, conclusi gli impegni con il club bresciano, si trasferisce in Francia, per chiudere l'annata con il RC Cannes, in Ligue A; resta Oltralpe anche nella stagione successiva, passando al Volero Le Cannet con cui si aggiudica la Coppa di Francia e lo scudetto, prima di far ritorno in Italia per il campionato 2022-23, quando accetta la proposta della Trentino, in Serie A2: con il club di Trento conquista la promozione in Serie A1, a cui partecipa nella stagione successiva.
Nella stagione 2024-25 fa ritorno nella serie cadetta italiana, accettando la proposta dell'Esperia di Cremona, ma in quella seguente è nuovamente nella massima divisione difendendo i colori della UYBA.

## Palmarès
- Campionato francese: 1

2021-22
- Coppa di Francia: 1

2021-22